# São Bento (Paraíba)
Pour les articles homonymes, voir São Bento.
São Bento est une ville brésilienne du nord-ouest de l'État de la Paraíba.
Sa population était estimée à 33 065 habitants en 2014. La municipalité s'étend sur 248 km2.

## Histoire
Dans la fin du XIXe siècle, les rives du Rio Piranhas vivaient dans la région connue comme un gentleman "Catonho" avec sa famille et certains résidents de connu comme Rattlesnake sa ferme. Peu de temps après, il a passé un prêtre du nom inconnu de la ville de Pombal (Paraíba), qui célébrer la fête du Rosaire, qui aurait baptisé l'endroit de Saint Benoît, parce que presque avoir été mordu par un serpent, restant à ce jour. Catonho mort, son fils, et son cousin Manuel Vieira Leandro Pinto, propriétés voisines, ont commencé les travaux de développement dans le but d'augmenter la base, de regrouper les pensionnaires et le nombre d'habitants de plus en plus.
Aussi bien que Belém do Brejo do Cruz et São José do Brejo do Cruz, São Bento a leurs terres appartenant à Brejo do Cruz. Pendant les premières années de la fondation, Saint Benoît a commencé à progresser déjà avec quelques hamacs de fabrication de tissage à la main. Avec suffisamment d'offre d'emploi déjà ressenti le besoin d'arrêter votre Brejo do Cruz. Enfin sur Avril 29 1959, après plusieurs événements populaires et de bon sens, était son émancipation politique par la Loi 2073, rédigé par l'État Rep Tertuliano de Brito, publié dans le Journal Officiel en Paraíba. De là, la ville transposée de nouveaux horizons.
A été choisi comme patron de l'endroit et San Sebastian en son honneur, construit une chapelle, achevée en 1889. L'église a une cloche offerte par les deux fondateurs amis, qui se tient par la majesté de son son. La première messe a été célébrée par le Père Emidio Cardoso dans la même année d'achèvement de l'église.